# David Koller
David Koller (* 27. září 1960 Praha) je český rockový zpěvák, skladatel a bubeník.
Patří k významným muzikantům české rockové a popové scény. Autor a interpret mnoha klasických hitů se nejvíce proslavil jako lídr rockové skupiny Lucie, kde působí od r. 1987 do 2024 . Účinkoval i v dalších rockových formacích (Jasná Páka, Žentour, 5P Luboše Pospíšila, SLS Leška Semelky, Blue Effect, Pražský výběr, Pusa, Kollerband), byl též hudebním producentem (Koistinen, Alice, Plexis, Oskar Petr, Walk Choc Ice, Lucie Bílá). Spolu s Michalem Dvořákem složili hudbu k filmu Amerika (1994), Poslední přesun (1995) a Mrtvej brouk (1998). Účinkoval ve filmech Pražákům, těm je tu hej (1990), Akumulátor 1 (1994). Hostoval jak ve studiu, tak na koncertech v řadě českých a slovenských kapel a interpretů. Působil také jako koncertní bubeník v kapele Chinaski po tragické smrti bubeníka Pavla Grohmana, když měla skupina naplánované turné. Koller byl Grohmanův bubenický vzor.
Je firemním hráčem činelů Zildjian a paliček Balbex. Hraje na akustické kytary Furch. Spolupracuje s firmami Panter, Sennheiser a Neumann.

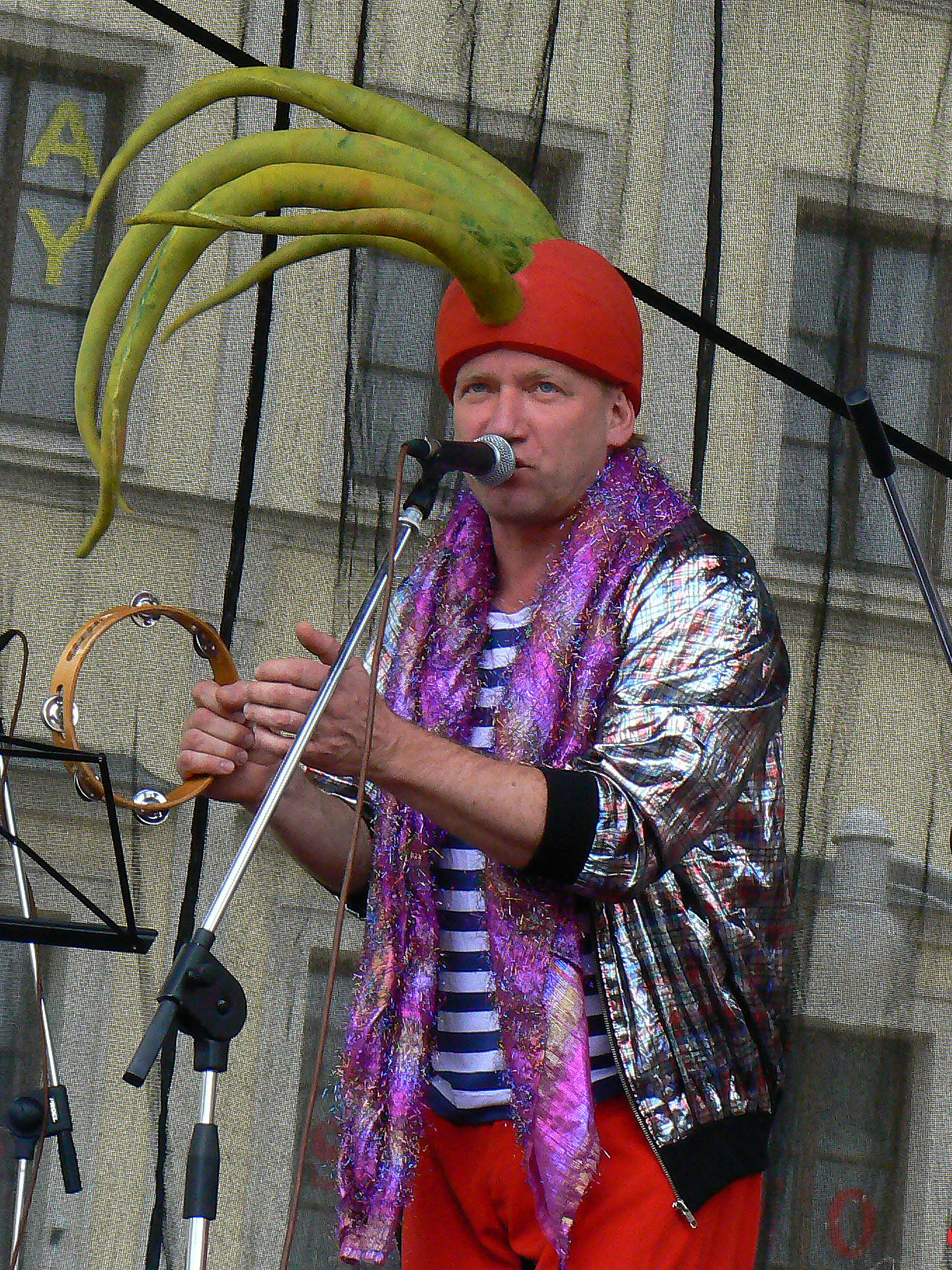
Koller při vystoupení s kapelou Kašpárek v rohlíku v roce 2008

Společně s výtvarníkem Davidem Černým a filmařkou Alicí Nellis stojí za vybudováním kulturního centra MeetFactory, otevřeného v roce 2007. Je občansky aktivní, podílel se na akcích S komunisty se nemluví, Třídím odpad, Dekomunizace.cz a mnoha dalších. Na začátku války na Ukrajině odjel se svou ženou na ukrajinské hranice pomáhat uprchlíkům.
Kollerův syn Adam Koller je také bubeníkem a hraje v kapelách s otcem.

## Diskografie
S kapelou Lucie
- Lucie (1990)
- In the Sky (1991)
- Lucie Live! (1992) – živé album
- Černý kočky mokrý žáby (1994)
- Pohyby (1996)
- Větší než malé množství lásky (1998)
- Vše nejlepší 88–99 (1999) – výběrové album
- Slunečnice (2000)
- Dobrá kočzka která nemlsá (2002)
- Lucie v opeře (2003) – živé album
- The best of (2009) – výběrové album
- Platinum Combo 1990–2013 (2013) – výběrové album
- Evolucie (2018)
- V opeře 2022 (2022)

Sólová diskografie
- David Koller (1993)
- Kollerband (2003)
- Kollerband – Dual disk (2005)
- Nic není na stálo (2006)
- Teď a tady (2010)
- Kollerband – Unplugged (2012)
- ČeskosLOVEnsko (2015)
- David Koller & Friends (2016)
- QR (2022)
- LP XXIII (2023)

## Filmografie
- Obrazohled aneb Daleká cesta VHS (1998)
- Pohyby – live DVD (1998)
- Lucie v Opeře DVD (2004)